# Moehringia grisebachii
Moehringia grisebachii là loài thực vật có hoa thuộc họ Cẩm chướng. Loài này được Janka mô tả khoa học đầu tiên năm 1873.